# Joshua Bell

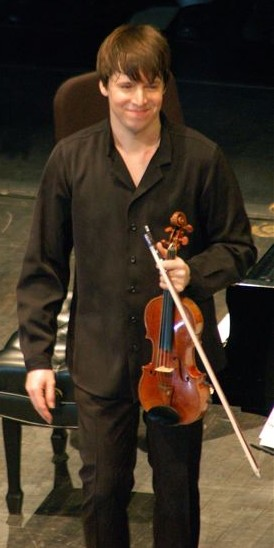
Bell em 2008

Joshua David Bell (Bloomington (Indiana), 9 de dezembro de 1967) é um virtuoso violinista dos Estados Unidos. 

## Vida
Bell começou as suas lições de violino com quatro anos de idade, tendo sido um estudante brilhante.
Viveu uma vida normal, jogou videogames e praticou ténis e boliche, tendo participado num torneio nacional de tenis com dez anos.
estudou inicialmente com "Mimi Zweig", e depois mudou para o violinista e pedagogo Josef Gingold
Com a idade de catorze anos, Bell apareceu como solista da Orquestra de Filadélfia dirigida por Riccardo Muti. Estudou violino na Indiana University Jacobs School of Music, e tem diploma de Bloomington (Indiana) High North School em 1984, Em 1989, Bell recebeu um Artist Diploma in Violin Performance pela Universidade de Indiana.

## Carreira
Joshua Bell fez sua estréia no Carnegie Hall em 1985 com a Orquestra Sinfônica de Saint Louis. Realizou o solo a trilha sonora do filme O Violino Vermelho de John Corigliano ganhador de Oscar e também na Mulheres de Lavanda. Bell também fez uma aparição no filme Music of the Heart, uma história sobre o poder da música, com outros notáveis violinistas. 
O instrumento de Bells um violino Stradivarius, feito em 1713 durante a conhecida como Antonio Stradivari's "Golden Era.". Este violino tinha sido roubado duas vezes desde o anterior proprietário, Bronislaw Huberman. Bell comprou-o por cerca de quatro milhões de dólares. A primeira gravação foi Romance of the Violin (pela Sony Classical) in 2003. Vendeu mais de 5 milhões de cópias e permaneceu no topo das tabelas de música clássica por 54 semanas.
Bell é parceiro artístico da Saint Paul Chamber Orchestra (na temporada 2004-2005) e professor na Royal Academy of Music, em Londres e professor na Massachusetts Institute of Technology.

## Curiosidades
- Numa iniciativa do jornal Washington Post, Joshua Bell tocou durante 45 minutos na estação de metro no centro de Washington.[3]

Arrecadou apenas 32 dolares e 17 centavos.

## Discografia
- Beethoven: Symphonies Nos. 4 & 7, Sony Music Entertainment, 2013

- French Impressions, Sony Music Entertainment, 2012

- At Home With Friends, Sony Music Entertainment, 2009

- Vivaldi: The Four Seasons, en:Sony BMG Masterworks, 2008

- The Red Violin Concerto, Sony BMG Masterworks, 2007

- The Essential Joshua Bell, Sony BMG Masterworks, 2007

- Voice of The Violin, Sony Classical, 2006

- Gershwin Fantasy / West Side Story / The Red Violin, Sony Classical, 2006

- Tchaikovsky: Violin Concerto, op. 35; Melodie; Danse Russe from Swan Lake, op. 2 (Act III), Sony Classical, 2005

- Romance of The Violin, Sony Classical, 2003

- Beethoven & Mendelssohn: Violin Concertos, Sony Classical, 2002

- Bernstein: Westside Story Suite, Sony Classical, 2001

- Sibelius/en:Goldmark: Violin Concertos, Sony Classical, 2000

- Gershwin Fantasy, Sony Classical, 1998